# Campionato mondiale di beach handball
Il Campionato mondiale di beach handball è una competizione sportiva internazionale biennale, in cui si assegnano i titoli mondiali di Beach handball maschile e femminile. Partecipano al campionato le squadre nazionali maschili e femminili riconosciute dall'International Handball Federation (IHF).
Il Campionato mondiale, che ha debuttato nel 2004 a El Gouna (Egitto), ha cadenza biennale negli anni pari.
L'attuale formato del torneo dura circa 6 giorni e coinvolge 16 squadre che inizialmente si sfidano in quattro gironi da quattro squadre. Le prime tre squadre di ogni girone passano il turno e vengono suddivise in due gironi da sei squadre, le quarte classificate disputano i turni di consolazione. Le prime quattro dei nuovi gironi passano ai quarti, le vincenti vanno in semifinale mentre le pardenti si contendono i posti dal quinto all'ottavo. Le semifinaliste vincenti si affrontano per il primo e il secondo posto, quelle perdenti per il terzo e quarto posto.
L'edizione più recente si è tenuta nel 2018 a Kazan' (Russia). Il torneo maschile è stato vinto dal Brasile che ha sconfitto i campioni in carica della Croazia per 2-0. Il torneo femminile è stato vinto dalla Grecia che ha sconfitto la Norvegia per 2-1.
L'edizione dei campionati prevista nell'anno 2020 a Pescara è stata cancellata a causa delle restizioni decise a causa della pandemia di COVID-19.

## Campionato mondiale maschile
| 2004 Dettagli | El Gouna, Egitto        | Egitto                 | 2–1                    | Turchia                | Russia                 | 2–1                    | Croazia                |
| 2006 Dettagli | Rio de Janeiro, Brasile | Brasile                | 2–0                    | Turchia                | Spagna                 | 2–1                    | Egitto                 |
| 2008 Dettagli | Cadice, Spagna          | Croazia                | 2–1 (p.s.)             | Brasile                | Serbia                 | 2–0                    | Egitto                 |
| 2010 Dettagli | Antalya, Turchia        | Brasile                | 2–0                    | Ungheria               | Turchia                | 2–1                    | Egitto                 |
| 2012 Dettagli | Mascate, Oman           | Brasile                | 2–1                    | Ucraina                | Croazia                | 2–0                    | Russia                 |
| 2014 Dettagli | Recife, Brasile         | Brasile                | 2–1                    | Croazia                | Qatar                  | 2–1                    | Danimarca              |
| 2016 Dettagli | Budapest, Ungheria      | Croazia                | 2–0                    | Brasile                | Qatar                  | 2–1                    | Ungheria               |
| 2018 Dettagli | Kazan', Russia          | Brasile                | 2–0                    | Croazia                | Ungheria               | 2–0                    | Svezia                 |
| 2020 Dettagli | Pescara, Italia         | Edizione non disputata | Edizione non disputata | Edizione non disputata | Edizione non disputata | Edizione non disputata | Edizione non disputata |
| 2022 Dettagli | Creta, Grecia           | Croazia                | 2–0                    | Danimarca              | Brasile                | 2–0                    | Grecia                 |
| 2024 Dettagli | Fuzhou, Cina            | Croazia                | 2–1                    | Danimarca              | Portogallo             | 2–0                    | Germania               |

### Medagliere maschile
| Pos | Nazione    | Oro | Argento | Bronzo | Totale |
| --- | ---------- | --- | ------- | ------ | ------ |
| 1   | Brasile    | 5   | 2       | 1      | 8      |
| 2   | Croazia    | 4   | 2       | 1      | 7      |
| 3   | Egitto     | 1   | 0       | 0      | 1      |
| 4   | Turchia    | 0   | 2       | 1      | 3      |
| 5   | Turchia    | 0   | 2       | 0      | 2      |
| 6   | Ungheria   | 0   | 1       | 1      | 2      |
| 7   | Ucraina    | 0   | 1       | 1      | 2      |
| 8   | Qatar      | 0   | 0       | 2      | 2      |
| 9   | Russia     | 0   | 0       | 1      | 1      |
| 9   | Serbia     | 0   | 0       | 1      | 1      |
| 9   | Spagna     | 0   | 0       | 1      | 1      |
| 9   | Portogallo | 0   | 0       | 1      | 1      |

## Campionato mondiale femminile
| 2004 Dettagli | El Gouna, Egitto        | Russia                 | 2–1                    | Turchia                | Italia                 |                        | Croazia                |
| 2006 Dettagli | Rio de Janeiro, Brasile | Brasile                | 2–0                    | Germania               | Russia                 | 2–0                    | Bulgaria               |
| 2008 Dettagli | Cadice, Spagna          | Croazia                | 2–0                    | Spagna                 | Brasile                | 2–1                    | Italia                 |
| 2010 Dettagli | Antalya, Turchia        | Norvegia               | 2–0                    | Danimarca              | Brasile                | 2–0                    | Ucraina                |
| 2012 Dettagli | Mascate, Oman           | Brasile                | 2–0                    | Danimarca              | Norvegia               | 2–0                    | Ungheria               |
| 2014 Dettagli | Recife, Brasile         | Brasile                | 2–0                    | Ungheria               | Norvegia               | 2–1                    | Ucraina                |
| 2016 Dettagli | Budapest, Ungheria      | Spagna                 | 2–1                    | Brasile                | Norvegia               | 2–1                    | Ungheria               |
| 2018 Dettagli | Kazan', Russia          | Grecia                 | 2–1                    | Norvegia               | Brasile                | 2–0                    | Spagna                 |
| 2020 Dettagli | Pescara, Italia         | Edizione non disputata | Edizione non disputata | Edizione non disputata | Edizione non disputata | Edizione non disputata | Edizione non disputata |
| 2022 Dettagli | Creta, Grecia           | Germania               | 2–0                    | Spagna                 | Paesi Bassi            | 2–1                    | Grecia                 |
| 2024 Dettagli | Fuzhou, Cina            | Germania               | 2–0                    | Argentina              | Paesi Bassi            | 2–0                    | Danimarca              |

### Medagliere femminile
| Pos | Nazione     | Oro | Argento | Bronzo | Totale |
| --- | ----------- | --- | ------- | ------ | ------ |
| 1   | Brasile     | 3   | 1       | 3      | 7      |
| 2   | Germania    | 2   | 1       | 0      | 3      |
| 3   | Spagna      | 1   | 3       | 0      | 4      |
| 4   | Norvegia    | 1   | 1       | 3      | 5      |
| 5   | Russia      | 1   | 0       | 1      | 2      |
| 6   | Croazia     | 1   | 0       | 0      | 1      |
| 6   | Grecia      | 1   | 0       | 0      | 1      |
| 8   | Danimarca   | 0   | 2       | 0      | 2      |
| 9   | Ungheria    | 0   | 1       | 0      | 1      |
| 9   | Turchia     | 0   | 1       | 0      | 1      |
| 11  | Paesi Bassi | 0   | 0       | 2      | 2      |
| 12  | Italia      | 0   | 0       | 1      | 1      |